# بيسنجي

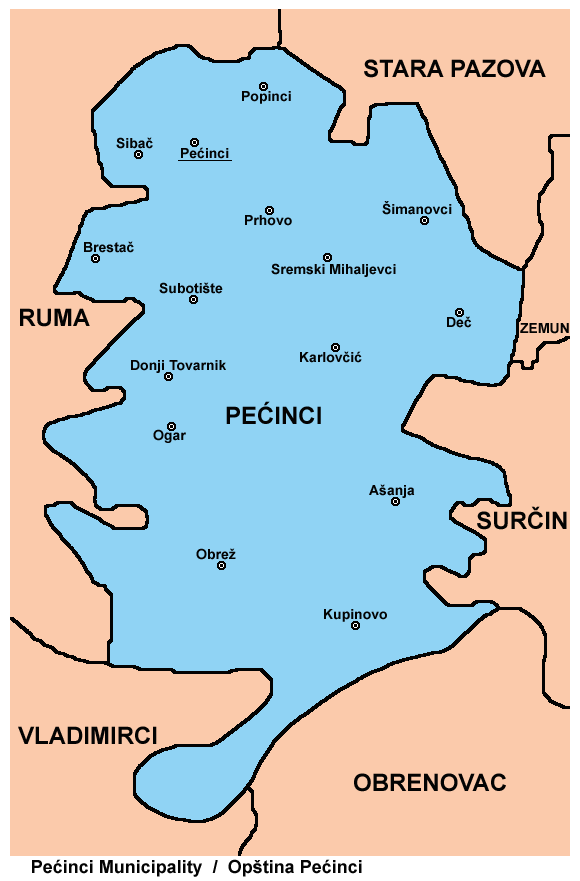
بيسنجي خريطة بلدية

بیسنشي أو بيسنجي (بالصربية:Пећинци) هي قرية وبلدية تقع في مقاطعة صرم في صربيا. يبلغ عدد سكان القرية 2,571 بينما يبلغ عدد سكان البلدية 19,675 ساكن.